# Minuten (TV-program)
Minuten är den svenska versionen av lekprogrammet Minute to win it (från USA) och började sändas på SVT 2010. Precis som i det amerikanska programmet ska de tävlande utföra utmaningar på en minut. Peter Settman var programledare den första säsongen och därefter tog Malin Olsson över rollen.

## Spelet
Tävlingen består av tio utmaningar som deltagaren eller deltagarna ska försöka utföra. Varje utmaning ska utföras inom loppet av en minut. Utmaningarna, som innehåller redskap och produkter som ofta finns i hemmet, kan bestå i exempelvis att bygga en pyramid av pappersmuggar eller precisionsskytte med gummisnoddar. De tävlande har kunnat öva på utmaningarna hemma.
Den tävlande har tre "liv". Misslyckas personen med att utföra uppgiften på en minut så förbrukas ett "liv". När inga liv återstår så är deltagaren utslagen ur tävlingen. Svårighetsgraden ökar för varje nivå samtidigt som utmaningen blir värd mer pengar. Första säsongen fanns det en säkerhetsnivå som innebar att den som nådde 25 000 kronorsnivån var garanterad den summan. Andra säsongen har säkerhetsnivåerna utökats till tre stycken samtidigt som nio av de tio nivåerna har nytt pengavärde. Högsta vinstsumma är däremot alltid 250 000 kronor. Den tävlande kan efter varje avklarad utmaning välja mellan att hoppa av tävlingen och behålla intjänade pengar eller att fortsätta till nästa nivå och riskera att förlora pengar som är intjänade efter senaste säkerhetsnivån.

### Vinststege
| Nivå | Värde      |
| ---- | ---------- |
| 10   | 250 000 kr |
| 9    | 125 000 kr |
| 8    | 75 000 kr  |
| 7    | 50 000 kr  |
| 6    | 30 000 kr  |
| 5    | 25 000 kr  |
| 4    | 10 000 kr  |
| 3    | 5 000 kr   |
| 2    | 2 000 kr   |
| 1    | 1 000 kr   |

| Nivå | Värde      |
| ---- | ---------- |
| 10   | 250 000 kr |
| 9    | 150 000 kr |
| 8    | 100 000 kr |
| 7    | 70 000 kr  |
| 6    | 60 000 kr  |
| 5    | 40 000 kr  |
| 4    | 30 000 kr  |
| 3    | 20 000 kr  |
| 2    | 10 000 kr  |
| 1    | 5 000 kr   |

- Grön bakgrundsfärg anger säkerhetsnivåer

## Om programmet
De första ansökningarna till programmet togs emot från juni 2010 till 8 augusti 2010.

## Tvisten mellan BUMP Productions och Friday TV
I oktober 2012 stämde det danska företaget Banner Universal Motion Pictures (BUMP Productions) det Stockholmsbaserade utvecklingsbolaget Friday TV i Stockholms tingsrätt. BUMP Productions ägare, Derek Banner, påstår sig ha skapat ett format som liknar Minuten och presenterat det för Friday TV redan 2005. BUMP Productions sökte 15 miljoner kronor i skadestånd för bland annat varumärkes- och upphovsrättsintrång. Friday TV har avvisat alla anklagelser från Banner.
I mars 2014 dömde Stockholms tingsrätt till förmån för Friday TV och BUMP Productions dömdes att betala Friday TV:s rättegångskostnader om 1,1 miljoner kronor. Ett överklagande från Bump Productions till hovrätten i Sverige avslogs i juni 2014.
BUMP Production överklagade därefter till Högsta domstolen. I överklagandet skrev BUMP att det gjorts grova misstag i hanteringen av bevisning i målen i både tingsrätt och hovrätt. Derek Banner ska även ha JO-anmält tingsrättens domare för partiskhet. BUMP:s överklagande avslogs av Högsta domstolen. 
I augusti 2014 lämnade Bump Productions in en ny stämningsansökan mot Friday TV, produktionsbolaget Meter Film & Television och TV3 vid Stockholms tingsrätt. Stämningsansökan avvisades av tingsrätten i november 2014.